# روابط اسرائیل و سنگاپور
روابط اسرائیل و سنگاپور اشاره به روابط دو جانبه بین دولت اسرائیل و جمهوری سنگاپور دارد. روابط بین دو کشور بیش از نیم قرن بسیار صمیمانه بوده‌است و باور بر این است که آنها روابط ویژه ای با یکدیگر دارند. هر دو کشور برای اولین بار در ماه مه ۱۹۶۹ روابط دیپلماتیک برقرار کردند.
دو کشور از روابط امنیتی گسترده‌ای برخوردار هستند، صنایع اسلحه سازی اسرائیل و سنگاپور درگیر توسعه مشترک و سطح وسیعی از تجارت نظامی بین دو کشور هستند.
اسرائیل در سنگاپور، به ویژه در منطقه تانگلین، سفارت دارد. سنگاپور توسط یک سفیر غیر مقیم مستقر در سنگاپور (در وزارت امور خارجه) و همچنین از طریق کنسولگری افتخاری در تل آویو در اسرائیل نماینده می‌شود.

## تاریخ
در پی اخراج سنگاپور از مالزی در اوت ۱۹۶۵، سنگاپور روابط دیپلماتیک کاملی با اسرائیل برقرار کرد. با این حال، سنگاپور به دلیل رابطه با همسایگان مسلمان خود مالزی و اندونزی، این روابط را برای سی سال آینده در سطح پایین نگه داشت. دولت سنگاپور از نیروهای مسلح کشور از جمله برنامه خدمات ملی خود از نیروهای دفاعی اسرائیل الگو گرفت. از سال ۱۹۶۶، مستشاران نظامی اسرائیلی برای کمک به استقرار و آموزش ارتش سنگاپور وارد کار شدند. اسرائیل همچنین سنگاپور را با تجهیزات نظامی از جمله تانک و موشک تأمین کرد. در سال ۱۹۶۸، یک دفتر تجاری اسرائیل در سنگاپور تأسیس شد و متعاقباً در ۱۹۶۸ به وضعیت سفارت ارتقا یافت.
در آوریل ۱۹۸۶، وزیر امور خارجه سنگاپور از اسرائیل دیدار کرد. در عوض، رئیس‌جمهور اسرائیل ، حییم هرزوگ در ۱۸ تا ۱۹ نوامبر ۱۹۸۶ از سنگاپور دیدار کرد. سفر هرتسوگ باعث اعتراض خشمگینانه دولتهای مالزی و اندونزی شد. دولت مالزی تهدید به متوقف کردن تأمین آب سنگاپور کرد. با وجود این واقعه، روابط تجاری سنگاپور و اسرائیل به گسترش خود ادامه داد. در سال ۱۹۹۱، تجارت اسرائیل با سنگاپور ۷۹ میلیون دلار صادرات و ۴۳ میلیون دلار واردات داشت. به گفته یعقوب آدابی، سنگاپور تلاش کرد تا تصویری از بی‌طرفی در درگیری اعراب و اسرائیل را ارائه دهد. سنگاپور ضمن حفظ روابط دفاعی و اقتصادی با اسرائیل، برای برقراری تعادل در روابط با همسایگان مسلمان خود و جهان عرب ، قطعنامه‌های ۲۴۲ و ۳۳۸ سازمان ملل را تأیید کرد.
در فوریه ۲۰۱۷، بنیامین نتانیاهو نخست‌وزیر اسرائیل و همسرش سارا از سنگاپور بازدید کردند. وی میزبان نخست‌وزیر سنگاپور لی هسین لونگ بود. در طی این بازدید، نخست‌وزیر لی هسین لونگ از راه حل دو کشور برای درگیری اسرائیل و فلسطین گفت. برخلاف سفر ایالتی در سال ۱۹۸۶، حضور نتانیاهو مخالفت مالزی و اندونزی را به دنبال نداشت. نتانیاهو همچنین با اعضای جامعه یهودی سنگاپور دیدار و از کنیسه مغین ابوت بازدید کرد.

## توافقات
در سال ۲۰۰۵، دو کشور در سفر گو چوک تونگ وزیر ارشد سنگاپور با اعضای کابینه اسرائیل و همچنین با آریل شارون، نخست‌وزیر اسرائیل دیدار کرد و پیمانی را برای سهولت در جریان کالاها و سرمایه‌گذاری بین دو کشور امضا کردند. در فوریه ۲۰۱۷، نخست‌وزیر بنیامین نتانیاهو اولین رئیس دولت اسرائیل بود که طی ۳۰ سال از سنگاپور بازدید کرد.